# Mesembryanthemum eurystigmatum
Mesembryanthemum eurystigmatum är en isörtsväxtart som beskrevs av Gerbaulet. Mesembryanthemum eurystigmatum ingår i Isörtssläktet som ingår i familjen isörtsväxter. Inga underarter finns listade i Catalogue of Life.

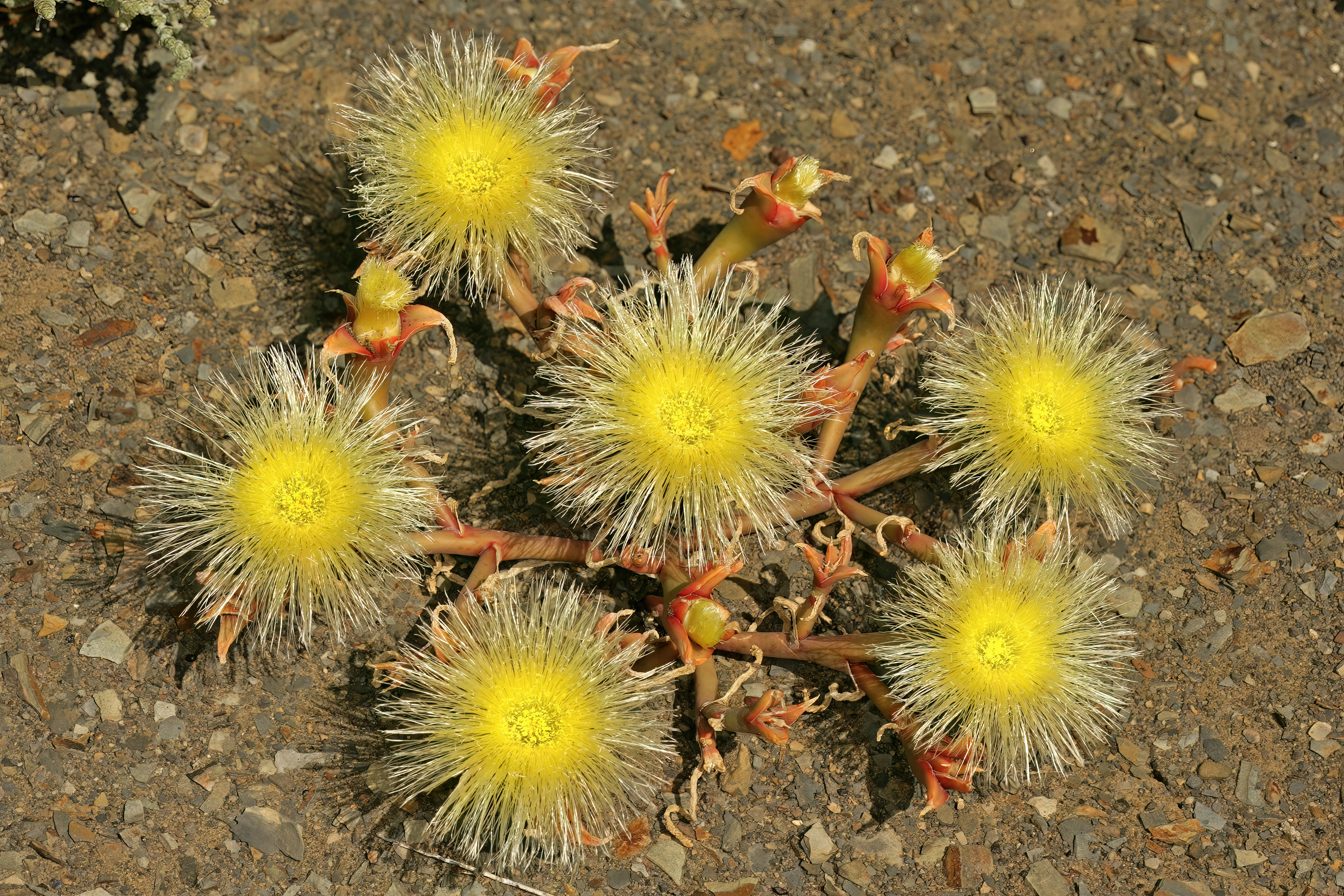
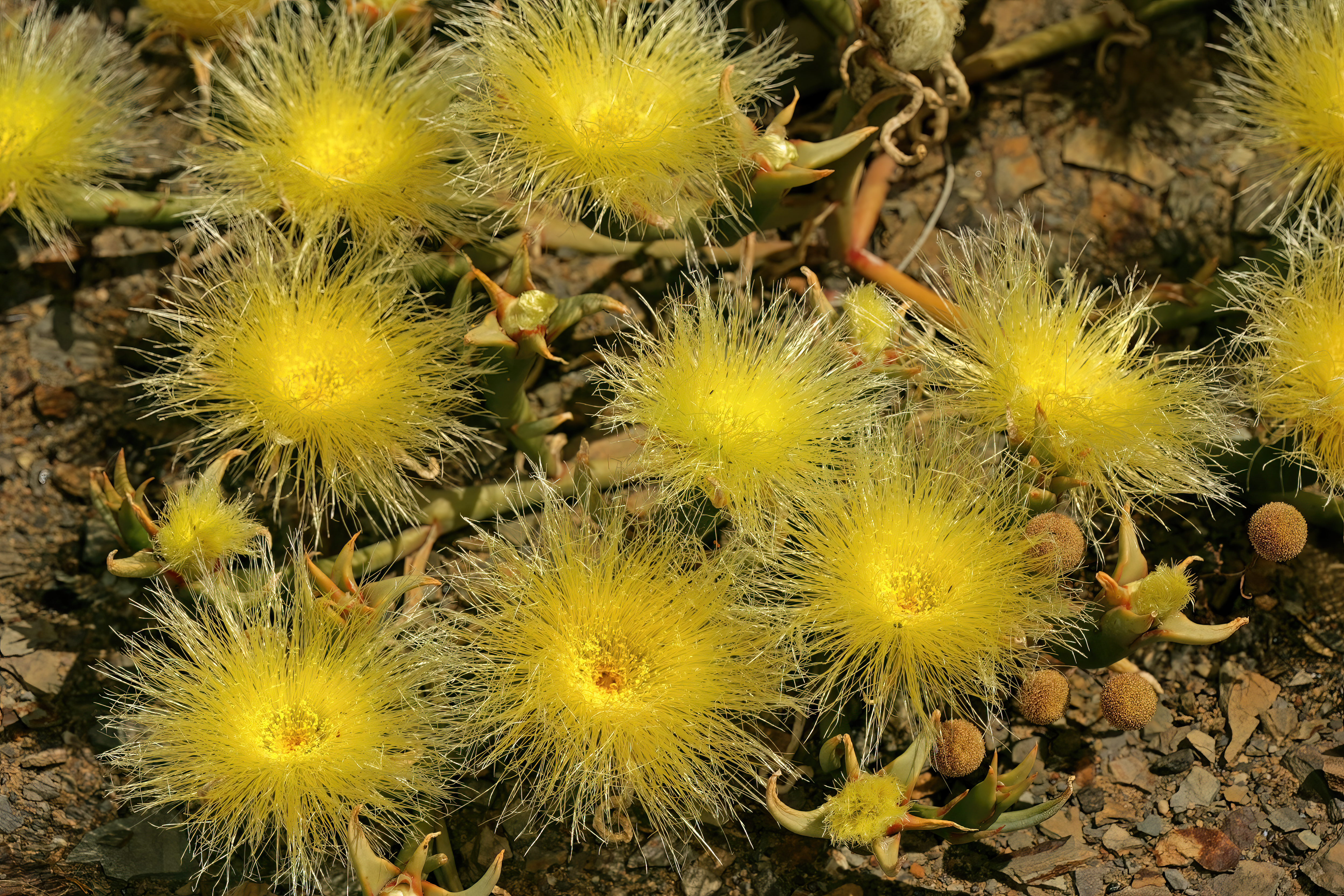
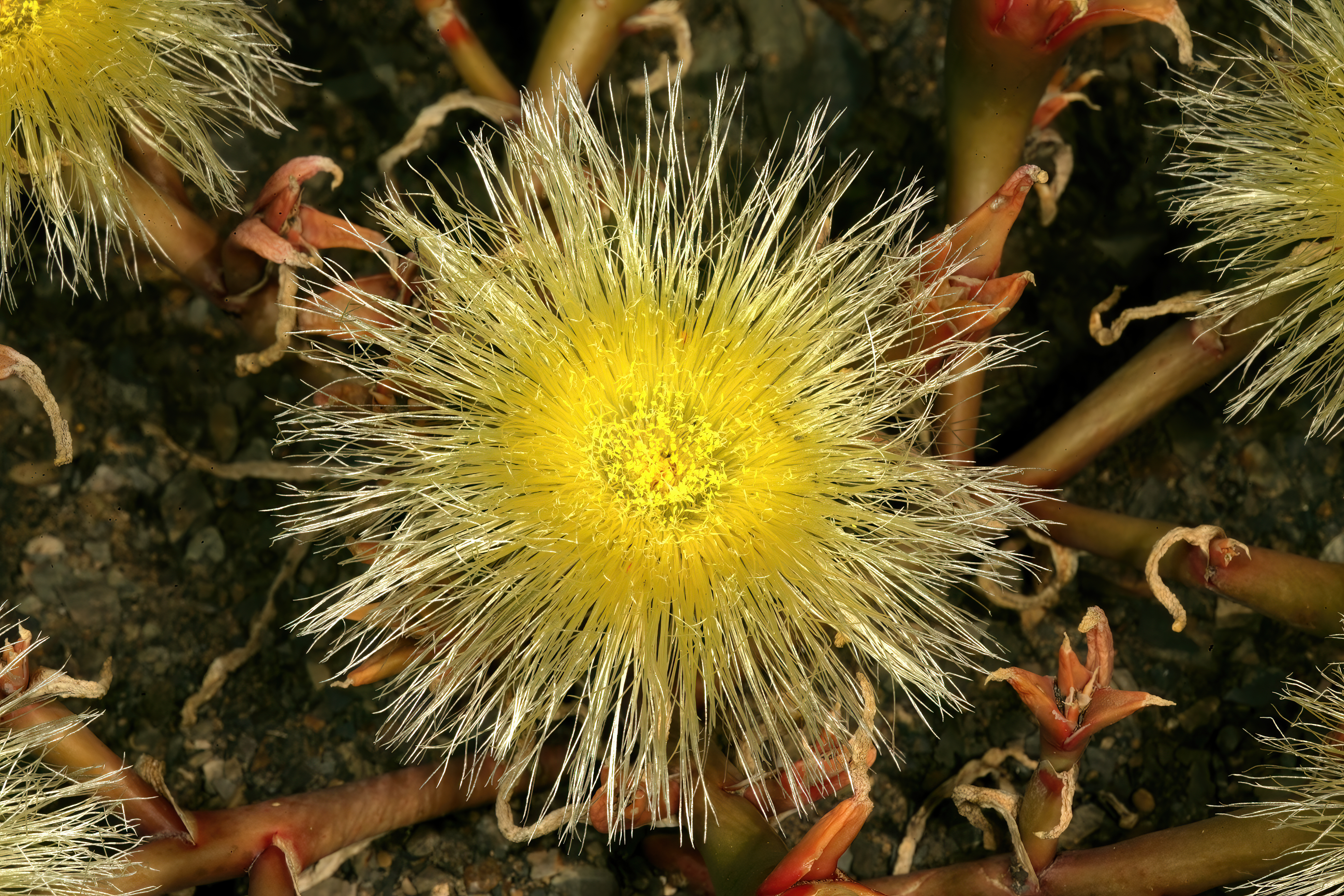